# 押切あやの
押切 あやの（おしきり あやの、1978年6月7日 - ）は、日本のAV女優。バルドエージェンシー所属。

## 略歴・人物
2006年にAVデビュー。熟女系のAV女優。

## 作品
2006年
- 巨尻痴熟女 騎る!!（9月22日、シャイ企画）他出演:ささきふう香、観乃ひろみ、増田ゆり子
- くいこみ褌熟女（10月10日、AVS）
- 人妻高級ソープ 6（12月15日、フォーエバー）

2007年
- 母親失格（2月5日、小林興業）
- 熟女を電マでイカせ続ける3時間 12（2月10日、プレステージ）
- 社長の妾（2月20日、ドリームステージ）
- 熟女だらけの艶遊会（3月25日、マドンナ）共演:紫彩乃、北村麻美、神山愛美、河上里香
- 緊縛現役人妻地獄03（4月13日、BRAVO）
- おもらし飲尿 Woman vol.02（4月13日、BRAVO）
- 熟女にイカされちゃった僕 4（8月7日、マドンナ）共演:紫彩乃、浮田潤子、岩崎志乃、高嶋杏子
- （裏）手コキクリニック ～特別編～ アナルクリニック（10月4日、SODクリエイト）押切綾乃名義 共演:花桐茉莉、村瀬優花、佐原美津菜、多賀悠、星沢真理

2008年
- FAT GIRL SLIM DANCING（2月1日、AVS）共演:芹沢もにか、柳田やよい、詩音
- こだわりの手コキ 人妻編（3月8日、隼エージェンシー）他多数出演
- 拘束爆乳熟女（3月13日、溜池ゴロー）
- 白衣の女校医 11（3月14日、クリスタル映像）他出演:堀口奈津美、木嶋さやか、藤原レナ
- ほろ酔いお姉さんが犯してあげる3 妄想する女教師編（3月25日、マドンナ）他出演:北原麗子、柿本真緒、有馬早紀子
- 野獣美女乱交2（4月1日、アニマリージョ）他出演:城本久美、間宮いずみ、亜佐倉みんと、葦沢鳴海、太田優子 藤原レナ 柳田やよい
- 私は痴女 人妻編 奥さん!可愛いオ○コやね（4月11日、クリスタル映像）他出演:坂上友香、堀越香奈、倉本まりこ、水野優
- 巨乳女教師狩り（5月30日、クリスタル映像）他出演:我那覇レイ、三咲まお、石原あすか、大石もえ、山口玲子、黒田さな、神崎麗子、山咲愛、宝生真奈美 他
- フェラコレ 熟女編 2 31人のフェラマダム（6月14日、隼エージェンシー）他30名出演
- MADAM QUEEN×DANCING FUCK（8月25日、マドンナ）
- 乱交大家族（9月19日、クロス）共演:下北やよい、真田ゆかり、木下優梨菜、瀬戸ひなた
- 奥様の脱ぎたて汚パンティで手コキして下さい（10月25日、アロマ企画）他出演:山口智美、玉田恭子、浅田えりな、高嶋聖子、佐藤有香
- 巨乳人妻ナマ中出し集団乱交（11月19日、クロス）共演:大塚咲、岡山涼花、稲森さやか、宮沢優菜
- 熟女たちの自画撮り本気オナニー ぜ～んぶ撮りおろし!（11月25日、マドンナ）他出演:倖田李梨、芦沢彩乃、白坂百合、翔田千里、堀口奈津美

2009年
- 人妻電脳無限イカセッパ!（1月1日、ワンズファクトリー）他出演:風間ゆみ、翔田千里、村上涼子、響鳴音、松本亜璃沙、天霧真世、石黒優、北原麗子
- 美熟女マッサージ師の手淫でたっぷり精子を出しちゃった!（1月25日、マドンナ）他出演:倖田李梨、芦沢彩乃、白坂百合、翔田千里、堀口奈津美
- 巨乳義母（秘）劇場 揉みしだかれた淫乳（2月6日、竹書房）他出演:木村彩、若槻尚美
- 人妻のいけないお仕事 第2章（6月26日 Nadeshiko）他出演:はるか悠

2010年
- 私たち熟女のフェラチオ見てください 大人美人40人の極上テクニック（7月23日、なでしこ）他39名出演